# Коза (жест)
Рогата ръка или по италианска дефиниция Mano Cornuta козата, известна още като „рогатия“ – е жест под формата на малкия пръст и показалеца, насочен напред, докато средният и безименният пръсти са притиснати към дланта. Жестът е оформен като глава на рогато животно.
Значенията на жестовете са различни:

## В древното ораторско изкуство
Жестът на козата е класически жест на древногръцките и римските оратори. Описано е в най-пълния древен учебник по ораторско изкуство „Образование на оратора“ (латински „Institutio oratoria“) от Фабий Марк Квинтилиан. Сред деветте ораторски жеста, описани от Квинтилиан, това е вторият жест, използван от риторите. Два пръста: средният и безименният пръсти са огънати под палеца, а показалецът и малкият пръсти са изпънати; за този знак Квинтилиан казва, че това е по-спешен жест от предишния, в началото на речи и не преминаване през разкази.

## В мистиката
Жестът с показалеца и малкия пръст се счита за магически знак, който предпазва от злото. Използва се от суеверни хора както в Европа, така и в Азия, за защита от зли очи и вещици, като аналог на плюенето през рамо или в пазвата (да чукна на дърво). В това си качество „козата“ се споменава в романа на Брам Стокър „Дракула“:
| „ | ... в тълпата пред вратата на хотела всички се прекръстиха и посочиха към мен два разтворени пръста. Не без затруднения получих от един от моите спътници обяснение какво означава всичко това ... той каза, че жестът служи като вид амулет и защита от злото око. | “ |

Александър Грин също споменава този метод на защита в разказа „Приказливо брауни“, наричайки го „джеттатюр“. (Противно на Грин, jettatura (ит., френски и немски. Jettatura, от остарялото го. Getta tura – „да хвърлям поглед“) не се нарича жест, а самото „зло око“.
| „ | Като направих за всеки случай рог на охлюв от пръстите, тоест „джетатура“, аз отговорих: – Не се страхувайте. Няма да получите от мен нито изстрел със сребърен куршум, нито сложно заклинание. | “ |

Също така амулети са направени под формата на ръчно сгъната „коза“, които се носят около врата, за да се предпазят от злото око. На италиански те се наричат corno (рога) или mano cornuto. Едно от имената му „рога на Асмодей“ също се свързва с приписваните защитни свойства на жеста.
Индусите използват мудри в своите ритуали – жестове, които се считат за магически. Някои от тях приличат на „коза“, особено карана мудра.
Целта на тази мудра е същата като тази на европейския жест: да изплаши злите духове.

## В субкултурата и музиката
Рони Джеймс Дио внася рокаджийската „коза“ в модата.
Популяризиран от певеца Рони Джеймс Дио (Elf, Rainbow, Black Sabbath, Dio, Heaven & Hell),„Rocker Goat“ често се използва от представители на различни музикални субкултури като знак на одобрение за изпълнителя. Особено известен сред рокаджиите и металистите. Дио е научен на този жест от баба си, суеверна италианка. Според спомените на Рони, тя сгъва този знак, ако срещне цигани и други подозрителни хора, и обясни на внука си, че предпазва от „malocchio“ (malocchio), „ злото око“. Жестът изглежда добре на концерти в съчетание с мистичните текстове на Black Sabbath. Освен Дио, Джийн Симънс от Kiss и членовете на Parliament-Funkadelic използват този жест на кориците си приблизително по едно и също време, но именно Дио показва „козата“ на концерти, с което успвя да консолидира традицията и да я направи един от символите на хеви метъла.
| „ | Едва ли съм първият човек, който сви пръстите си така. Това е като преоткриване на колелото. Но вероятно можете да кажете, че го внесох в модата. Това беше символ, който отразяваше всичко, свързано с нашата група. Няма нищо „дяволско“ в това, както казват някои. Моята италианска баба казваше, че плаши „злото око“. Просто символ, но има магическо значение и мисля, че вървеше добре с Black Sabbath. Сега всички го използват и изглежда е загубил първоначалното си значение. | “ |

В класическата, средновековна версия на „козата“ е за да се предпази от злото, средата, пръстена и палеца са притиснати заедно. Дио показа „козата“ по този начин. Съвременните метъли често правят „грешния“ жест: палецът не се притиска към останалите, а остава встрани. Освен това те често правят този жест с дланта, обърната към себе си (с гърба на дланта към зрителя).

## Офанзивно, като заплаха
„Распалцовката“ е използвана от новите руснаци като знак за собствено превъзходство. Основната му разлика от рокаджийската „коза“ е, че показалецът и малкият пръст „гледат“ напред, докато във версията „рокаджия“ пръстите са насочени нагоре. Те взеха назаем „козата“ на новите руснаци от хулигани и престъпници, а в тяхна среда това първоначално означава заплаха за издълбаване на очите.
В редица южноевропейски страни този знак (corna) се смята за обиден намек, че този, на когото се показва, е „рогоносец“ (жена му му изневерява).

## Други значения
В християнската култура, по-специално в иконографията, жестът се използва за предаване на директна реч, която носи добрата новина. Този жест в християнството произхожда от елинистическата древна култура, където е бил използван в ораторското изкуство, за да придружава речите на гръцките и римските оратори.
В американския жестомимичен език замества латинската буква Y. Използва се във фразата I Love You, която се превежда като ILY, поради което някои хора свързват „козата“ с декларация за любов. Рони Джеймс Дио често използва жеста обърнат надолу в този смисъл. Тази „коза“ се отличава с отстранения палец. В руския език знак се използва за обозначаване на буквата Ы, в френски език знак, че писмото е означена буквата Н.
В спорта жестът понякога се използва от бейзболни и волейболни играчи за сигнализиране на сигнали. Спортисти от екипа на Тексаския университет към университета в Остин, чийто талисман е бик, направиха „рогата“ свой традиционен поздрав. Жестът е придружен от мотото „Hook'em horns“ (от английски – „Hook them on the horns“).